# Лукашёв, Игорь Михайлович
И́горь Миха́йлович Лукашёв (укр. Ігор Михайлович Лукашев; 13 июня 1962, Симферополь, СССР) — крымский политик, глава администрации Симферополя (2017—2018). Депутат Верховного Совета Автономной Республики Крым (V и VI созывов) и Государственного Совета Республики Крым (I созыва).

## Биография
Отец работал в милиции, погиб в 1970-х годах. Мать — кондитер. Старший брат окончил мореходное училище, работал на гражданских судах. Несколько лет семья Лукашёвых прожила на Камчатке. Игорь занимался шотокан-каратэ у братьев Александра и Евгения Скрябиных в Симферополе. Выступал за юношескую и взрослую сборные Украины по данному виду спорта.
Прошёл службу в рядах Внутренних войск МВД СССР.
Начал трудовой путь в 1979 году, работая в Симферополе на предприятии УТОС. Окончил Днепропетровский инженерно-строительный институт (1985) по кафедре «Промышленное и гражданское строительство», получив специальность инженера-строителя. Затем работал по специальности в передвижной механизированной колонне № 181 треста «Крымспецстрой» и на симферопольской фабрике пластмассовой фурнитуры.
В 1988 году Лукашёв начал работать в Ленинском коммунистическом союзе молодёжи Украины Железнодорожного райкома Симферополя, занимая такие должности как председатель кооператива в объединении молодёжных клубов по интересам, инструктор-методист в патриотическом клубе «Родина» и инструктор отдела оборонно-массовой работы секретариата симферопольского горкома. В клубе «Родина» занимались различными видами спорта более 600 детей.
В 1990 году являлся инспектором отдела охраны информационно-аналитической службы в СП «Свенос». С 1990 года по 1992 год работал в объединении «Сейлем» на должности директора медицинского центра, а затем как исполняющий обязанности генерального директора. После, на протяжении шести лет, являлся гендиректором фирмы «Саммит», которую связывали с руководством ОПГ «Сейлем».
С 1996 года по 1998 год — депутат симферопольского городского совета. Позже, с 2003 года по 2006 год, являлся частным предпринимателем. Работал в фирмах «Чаир», «Скания», «Интерконтбанк», «Кардинал», «Планета», в ресторане «Фламинго» и баре «Фальстаф».
В 2006 году избран депутатом Верховного Совета АРК от Партии регионов. Возглавлял комиссию по бюджету и финансам. Во время депутатства, Лукашёва связывали с другим членом крымского парламента Александром Мельником и председателем парламента Крыма Анатолием Гриценко. Мельника и Лукашёва называли «серыми кардиналами» Симферополя. С группой Мельника, Гриценко и Лукашёва связывали недвижимость на месте бывшего кинотеатра «Мир», супермаркет Metro и здание на улице Гоголя. Самого Лукашёва обвиняли в лоббировании интересов семьи предпринимателя Сергея Бейма. Журналист «Московской правды» Эрик Котляр назвал Лукашёва представителем московских интересов в крымской власти, связав его с продажей Массандровского дворца.
Начальник главка крымской милиции Геннадий Москаль обвинил городского голову Симферополя Геннадия Бабенко в принятии решений, связанных с распределением земли и вопросами отчуждения собственности, лишь после согласования «с членами организованной преступной группировки — господином Мельником и господином Лукашёвым». В октябре 2009 года Москаль обратился к председателю парламента Крыма Гриценко с просьбой дать показания на лидеров Партии экономического возрождения Крыма (Шевьева, Данеляна, Воронкова, Мельника и Лукашёва), которых он связал с лоббированием интересов ОПГ «Сейлем». Лукашёв назвал данные обвинения политическим заказом.
Против Гриценко, Мельника и Лукашёва неоднократно с акциями протеста выступало движение «Гражданский актив Крыма». Среди лозунгов, которые использовали активисты был — «Долой оккупационный режим Мельника — Гриценко — Лукашёва». Член «Гражданского актива Крыма» Сергей Аксёнов заявил, что Мельник, Лукашёв, Гриценко и Бабенко нанесли ущерб Крыму сравнимый с временами развала СССР. Аксёнов также обвинял Гриценко, Мельника и Лукашёва в лоббировании интересов компании «Союз-Виктан», производителя спиртных напитков. Аксёнов называл Гриценко, Мельника и Лукашёва — «политической бандой». Сам Лукашёв заявил, что информация о лоббировании данных интересов является «бредом».
В декабре 2008 года депутат ВС АРК и член «Русского блока» Олег Родивилов обвинил Лукашёва в краже карточки для голосования у депутата от Блока Юлии Тимошенко Татьяны Зверевой, которая попала в больницу после аварии.
Депутат парламента Украины Василий Киселёв обвинял Мельника и Лукашёва во влиянии на городского голову Симферополя Геннадия Бабенко. Также, Киселёв зарегистрировал в крымском парламенте проект постановления о создании временной следственной комиссии для расследования деятельности связанной с самовольным захватом земельных участков в Симферополе и незаконным строительством на них. Киселёв подозревал в этом фирмы связанные с Мельником и Лукашёвым. Сам Лукашёв опроверг причастность к данным объектам. Прокурор Крыма Владимир Бойко после проведённой проверки заявил, что данные фирмы ведут свою деятельность законно.
Киселёв также призывал «очистить от балласта» крымское отделение Партии регионов и не допустить формирования партийных списков криминалитетом. Депутат ВС АРК и член Партии регионов Сергей Цеков заявил, что включение в список Партии регионов Мельника и Лукашёва негативно сказались на рейтингах партии в связи с их криминальным прошлым.
Лукашёв неоднократно входил в списки самых влиятельных политиков полуострова. В 2006 году по версии газеты «Крымская правда» он занял 16 место, в 2007 — 11 место. По версии Крымского независимого центра политических исследователей и журналистов в 2008 году Лукашёв стал третьим, в 2010 году расположился во второй десятке, а в 2012 году занял 23 место.
Вместе с симферопольским городским головой Виктором Агеевым являлся инициатором создания «японской зоны» в ботаническом саду Симферополя.
В 2010 года вновь избрался в крымский парламент на мажоритарном округе Нижнегорского района набрав более 7 тысяч голосов. До февраля 2011 года возглавлял комиссию по вопросам промышленной политики.
Лукашёв поддержал аннексию Крыма Россией в марте 2014 года. Однако, по сообщениям журналиста Марка Агатова Лукашёв не голосовал за постановление «О проведении общекрымского референдума». Прокуратурой АРК подозревается в государственной измене, в связи с чем объявлен в розыск.
В мае 2014 года стал заместителем директора по инвестициям в предприятии «Крымбетон». На выборах в Государственный совет Республики Крым 2014 года Лукашёв баллотировался по одномандатному округу включавшего Нижнегорский и Советский районы от «Единой России». «Единороссы» одержали победу во всех одномандатных округах полуострова и прошли в парламент. Лукашёв возглавил в госсовете комитет по вопросами предпринимательства, а в начале 2016 году — стал главой комитета по экономической, бюджетно-финансовой и налоговой политике. В декабре 2014 года вошёл в общественный совет Центра общественных процедур «Бизнес против коррупции».

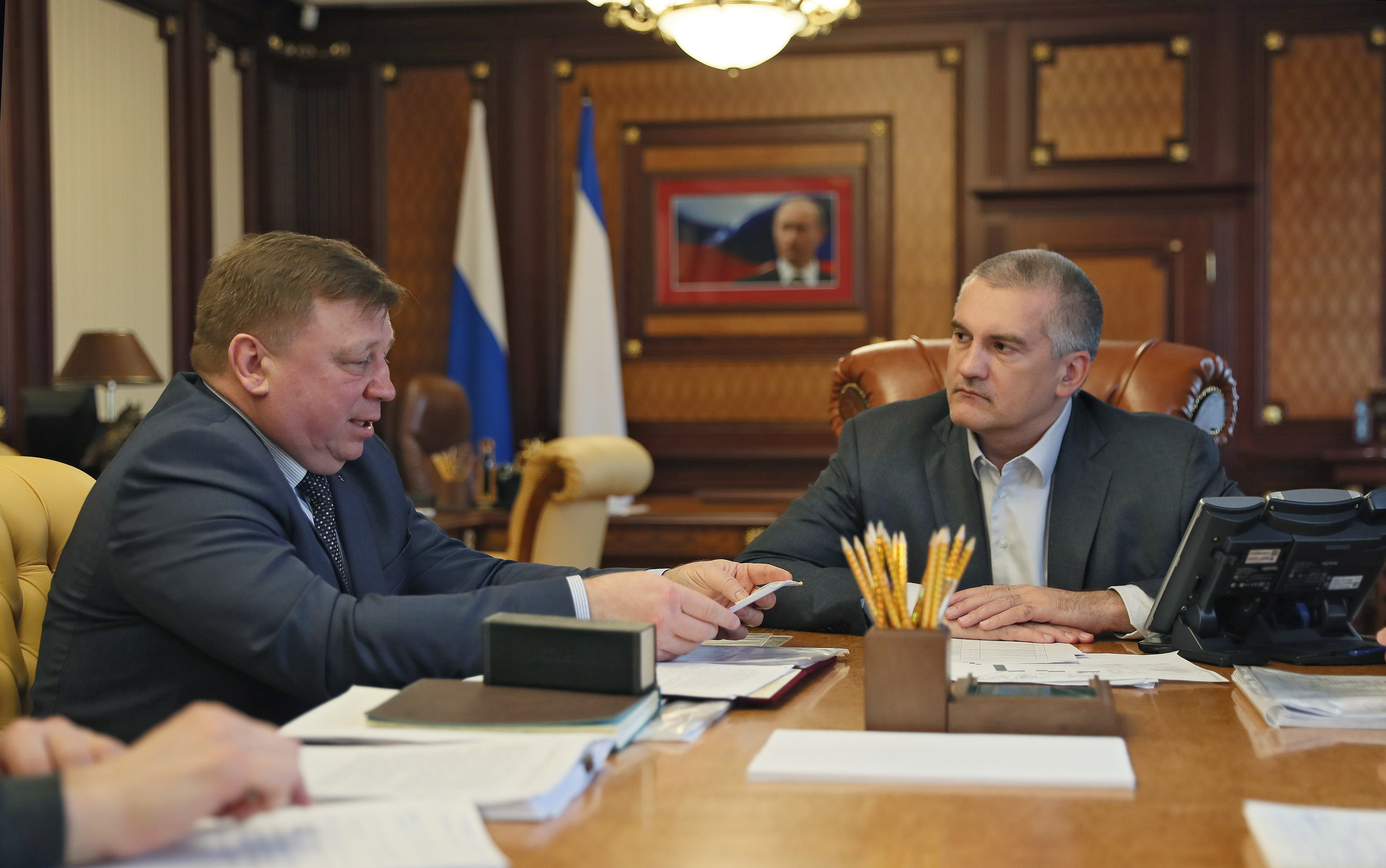
С Сергеем Аксёновым (2018)

В 2016 году по просьбе главы Республики Крым Сергея Аксёнова занимался реконструкцией центра Симферополя.
22 сентября 2017 года депутаты симферопольского горсовета избрали Игоря Лукашёва главой администрации города. В октябре 2017 года Лукашёв выступил против проведения гей-парада в Симферополе. 9 ноября 2018 года Лукашёв написал заявление об отставке со своего поста.
Лукашёв является президент клуба тайского бокса «Скиф», который за время существования воспитал таких спортсменов как Павел Журавлёв, Владимир Олейник и Евгений Пискарёв. Также он является членом правления Федерации Кикбоксинга Республики Крым

## Личная жизнь
Женат на украинке. Воспитывает двоих сыновей. Дети завершили школу с золотой медалью. Младший сын Олег — чемпион мира по спортивным танцам, а старший сын Максим — призёр чемпионата мира по тайскому боксу.
Владелец собаки породы шарпей.
За 2016 год Лукашёв задекларировал годовой доход в размере 1,7 млн рублей. Является владельцем двухэтажного дома на набережной Салгира, построенного в 2007 году. Также владеет автомобилем Toyota Land Cruiser, стоимостью около 80 тысяч долларов

## Награды
- Почётное звание «Заслуженный экономист Автономной Республики Крым» (2010 год)[50]